# 공주 신원사 오층석탑
공주 신원사 오층석탑(公州 新元寺 五層石塔)은 대한민국 충청남도 공주시, 신원사에 있는 오층석탑이다. 1974년 9월 1일 충청남도의 유형문화재 제31호로 지정되었다.

## 개요
계룡산의 산신제단(山神祭壇)인 중악단(中嶽壇) 남쪽에 서 있는 5층 석탑이다.
현재는 4층 지붕돌까지만 남아 있으나 원래는 2층 기단(基壇)에 5층의 탑신(塔身)을 올렸던 것으로 보인다. 아래층 기단과 탑신의 몸돌에는 기둥모양을 새겼는데 이것은 목조건축의 기둥을 모방한 것이다. 지붕돌은 밑면의 받침이 3단씩이고, 처마는 거의 수평이다. 석탑의 서쪽에는 배례석(拜禮石:탑 앞에 두어 예를 갖출 때 쓰는 돌)이 마련되어 있다.
중후한 느낌을 주는 석탑으로, 고려 전기에 세운 것으로 보인다. 1975년 12월 탑의 해체·복원 공사 당시 탑신의 1층 몸돌에서 사리구와 함께 개원통보, 함원통보, 황송통보, 주둥이와 손잡이가 깨어진 자기주전자, 녹색 유리로 만든 목이 긴 병 등이 발견되었다.

## 현지 안내문
이 탑은 이중 기단을 갖춘 5층 석탑이다. 신라 석탑의 전통을 이어받은 고려시대 탑인데 5층 부분재료가 없어 졌다. 기단에 비하여 탑의 몸체가 둔해 보이고, 지붕돌의 폭 변화가 거의 없어 마치 하나의 기둥처럼 보인다. 1975년 보수공사를 할 때 당나라의 동전인 개원통보와 개원중보 및 사리장치가 기단부에서 나왔다. 석탑이 서 있는 자리가 현재는 절 건물 중심부에서 벗어나 있는데 원래는 이곳이 신원사의 중심이었다.

## 같이 보기
- 공주 신원사

## 참고 자료
- 신원사오층석탑 - 국가유산청 국가유산포털